# Паркс, Майкл (журналист)
Майкл Паркс (англ. Michael Parks, 17 ноября 1943 — 8 января 2022) — американский журналист и лауреат Пулитцеровской премии за международный репортаж 1987 года.

## Биография
Родившись и получив среднее образование в Детройте, Майкл Паркс начал свою журналистскую карьеру в местном издании Detroit News в 1962—1965 годах. Параллельно он получал высшее образование в канадском Университете Уинсора. Окончив его со степенью бакалавра классических языков и английской литературы в 1965 году, Паркс устроился в редакцию Time-Life News в Нью-Йорке. Через год он присоединился к лонг-айлендскому Suffolk Sun, где занимал позицию помощника редактора городских новостей до 1968-го. Позднее он получил место репортёра в Baltimore Sun. По заданию редакции в 1970 году Паркс отправился в свою первую заграничную командировку в Сайгон. К 1975 году он стал корреспондентом редакции в советской Москве, а в 1978-м — ближневосточным репортёром в Каире.
В 1978 году Паркса назначили главой гонконгского бюро Baltimore Sun, уже через год он занял идентичную позицию в Пекине. Вскоре репортёр перешёл в штат Los Angeles Times, но продолжил освещать события в Китае. С 1984 года он возглавил отделение газеты в Йоханнесбурге. Его красочное освещение борьбы с апартеидом в Южной Африке, реализованное, несмотря на давление властей Претории, принесло журналисту Пулитцеровскую премию за международный репортаж 1987 года. К моменту вручения награды он находился в Москве, где руководил филиалом Los Angeles Times. В 1992 году обозреватель перевёлся в иерусалимское бюро.
В 1996 году Паркса назначили заместителем редактора иностранных новостей Los Angeles Times, позднее — управляющим редактором. В течение трёх лет с 1997 года Паркс занимал должность редактора. При его руководстве редакция четыре раза удостаивалась Пулитцеровской премии в разных номинациях, а тираж газеты увеличился на 16 %, достигнув 1,17 миллиона экземпляров. В этот же период были запущены электронная версия Los Angeles Times и общественная программа «Чтение до 9», призванная развить навыки чтения у детей Южной Калифорнии.
Осенью 2000 года Паркс присоединился к профессорскому составу Высшей школы коммуникаций Анненберга при Университете Южной Калифорнии, где преподавал международные отношения и журналистику. Через год он занял пост временного директора организации, в 2002-м — получил пост на постоянной основе. За шесть лет его руководства образовательная организация внедрила новую программу обучения и ряд программ, направленных на поддержку и развитие молодых журналистов. Они были разработаны совместно с Институтом юстиции и журналистики, Центром специализированной журналистики Найта, Центром стратегических связей с общественностью и другими организациями. При участии Паркса Высшая школа коммуникаций Анненберга совместно с Калифорнийским фондом здравоохранения запустила проект, направленный на освещение проблем здравоохранения в СМИ. В рамках программы Паркс выпустил серии репортажей для Merced Sun-Star, Fresno Bee, Santa Cruz Sentinel, the Redding Searchlight, North County Times и других изданий.
В 2011 году Паркс отправился в Австралию, где присоединился к Центру исследований Соединённых Штатов при Сиднейском университете в качестве приглашённого научного сотрудника. В 2013—2014 учебном году Паркс снова занял должность временного директора Школы журналистики Анненберга.

## Награды и признание
В течение своей карьеры Паркс входил в состав Американского сообщества редакторов газет, Совета по международным отношениям, Международного института прессы, Азиатского сообщества, Общества профессиональных журналистов и Тихоокеанского совета по международной политике, некоторое время корреспондент заседал в жюри Пулитцеровской премии. Кроме того, в разные годы он был удостоен Премии Джеральда Леба, Премии Американского сообщества редакторов газет и Премии Селдена Ринга.